# Gaetano De Lai
Gaetano De Lai (Malo, 26 luglio 1853 – Roma, 24 ottobre 1928) è stato un cardinale e vescovo cattolico italiano.

## Biografia
Compì i primi studi nel ginnasio di Malo (detto il seminarietto) sotto don Agostino Ciscato. Entrato in seminario, vi frequentò le classi del ginnasio superiore, completò i corsi liceali e teologici a Roma. Si laureò con lode in filosofia, teologia, diritto canonico e civile, coronando il curriculum universitario con l'ordinazione a sacerdote il giorno 16 aprile 1876 (Pasqua). Il 25 giugno 1903 viene nominato pro-segretario della Congregazione del Concilio, l'11 novembre 1903 diviene segretario della stessa congregazione.
Papa Pio X lo elevò al rango di cardinale nel concistoro del 16 dicembre 1907, affidandogli la diaconia di San Nicola in Carcere; fu nominato successivamente segretario della Congregazione Concistoriale il 20 ottobre 1908. Fu uno dei cardinali più decisi nel combattere il modernismo e sostenne il Sodalitium Pianum di Umberto Benigni. Il 27 novembre 1911 fu nominato cardinale vescovo di Sabina e il successivo 17 dicembre fu ordinato vescovo da Pio X, co-consacranti il cardinale Augusto Silj e il vescovo Agostino Zampini.
Nel conclave del 1914, a capo della fazione curiale e favorevole a una continuità con Pio X, si adoperò per non far eleggere Giacomo Della Chiesa, sostenendo prima la candidatura di Merry Del Val e poi quella di Serafini, ma non ebbe successo. Secondo quanto scrisse nei suoi diari il cardinal Friedrich Gustav Piffl – fonte anche del conclave successivo – Della Chiesa venne eletto per un solo voto e, in tale occasione, De Lai avrebbe chiesto la verifica del voto dello stesso Della Chiesa. Secondo un'antica consuetudine infatti, nel caso in cui il papa neoeletto avesse votato per sé stesso, la votazione sarebbe stata invalidata. La verifica dette però risultato negativo.
Nel conclave del 1922 Gaetano De Lai fu ancora una volta favorevole all'elezione di Merry del Val e assolutamente contrario a quella di Gasparri; quando si accorse però che l'elezione di Merry del Val era ormai impossibile, De Lai avrebbe avvicinato Achille Ratti promettendogli i voti del proprio gruppo se egli, una volta papa, non avesse scelto Gasparri quale suo segretario di stato. Più volte Pietro Gasparri, anche nelle sue Memorie, riferì che De Lai sarebbe di fatto incorso nella scomunica durante il conclave del 1922, poiché il tentativo di imporre condizioni per l'elezione di un pontefice implicherebbe la scomunica automatica.
Il 7 agosto 1924 fu nominato amministratore apostolico di Poggio Mirteto. Il 2 giugno 1925 fu nominato cardinale vescovo di Sabina e Poggio Mirteto. Morì a Roma il 24 ottobre 1928 all'età di 75 anni, e fu sepolto nel suo paese natale Malo, presso il santuario di Santa Libera.

## Genealogia episcopale e successione apostolica
La genealogia episcopale è:
- Cardinale Scipione Rebiba
- Cardinale Giulio Antonio Santori
- Cardinale Girolamo Bernerio, O.P.
- Arcivescovo Galeazzo Sanvitale
- Cardinale Ludovico Ludovisi
- Cardinale Luigi Caetani
- Cardinale Ulderico Carpegna
- Cardinale Paluzzo Paluzzi Altieri degli Albertoni
- Papa Benedetto XIII
- Papa Benedetto XIV
- Papa Clemente XIII
- Cardinale Marcantonio Colonna
- Cardinale Giacinto Sigismondo Gerdil, B.
- Cardinale Giulio Maria della Somaglia
- Cardinale Carlo Odescalchi, S.I.
- Cardinale Costantino Patrizi Naro
- Cardinale Lucido Maria Parocchi
- Papa Pio X
- Cardinale Gaetano De Lai

La successione apostolica è:
- Arcivescovo Pietro Pacifici, C.R.S. (1912)
- Vescovo Giuseppe Vizzini (1913)
- Arcivescovo Rodolfo Caroli (1913)
- Arcivescovo Octaviano Pereira de Albuquerque (1914)
- Vescovo Placide Colliard (1916)
- Arcivescovo Francesco Sidoli (1916)
- Vescovo William Keatinge (1918)
- Vescovo Francesco Cammarota (1918)
- Arcivescovo Fortunato Maria Farina (1919)
- Vescovo Goffredo Zaccherini (1920)
- Cardinale Raffaele Carlo Rossi, O.C.D. (1920)
- Vescovo Marius Besson (1920)
- Vescovo Michele Cerrati (1920)
- Vescovo Antonio Micozzi (1921)
- Arcivescovo Ernesto Eugenio Filippi (1921)
- Vescovo Bruno Occhiuto (1921)
- Vescovo Giordano Corsini (1922)
- Arcivescovo Donald Mackintosh (1922)
- Vescovo Bernard Joseph Mahoney (1922)
- Arcivescovo Giovanni Battista Rosa (1922)
- Arcivescovo Giovanni Battista Peruzzo, C.P. (1924)
- Arcivescovo Aluigi Cossio (1924)
- Arcivescovo Serafino Cimino, O.F.M. (1925)
- Vescovo Filippo Mantini (1926)